# مکتب سلجوقی

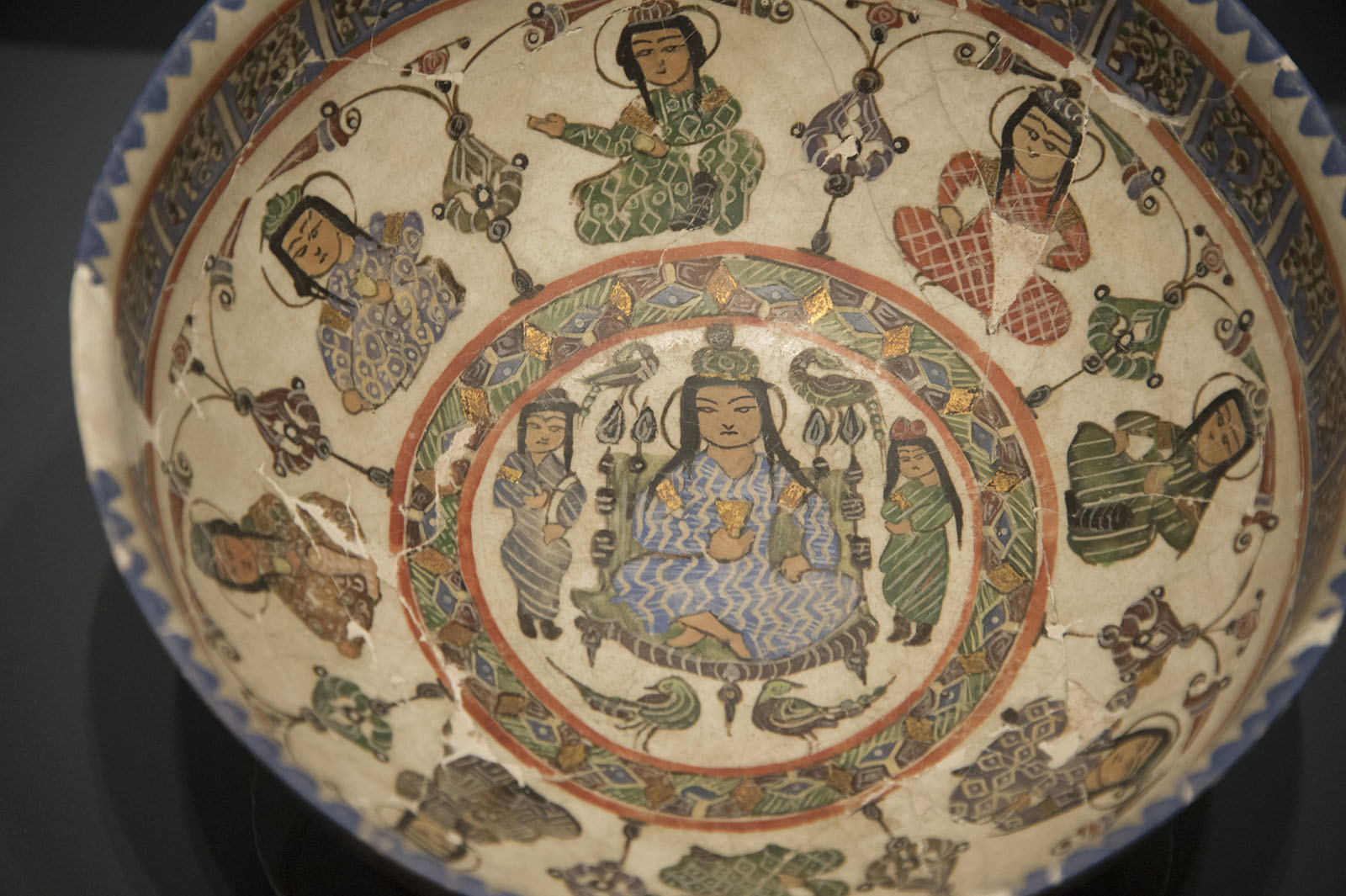
کاسه مینایی در دوره سلجوقیان، موزه هنر اسلامی ترکیه، احتملا سده هفتم هجری

مکتب سلجوقی به دوره‌ای از جریان هنر تصویری ایران که سلجوقیان بر ایران قدرت داشتند گفته می‌شود. از قرن چهارم هجری و در دوران سلجوقیان سبکی در نگارگری ایرانی ظهور می‌یابد که به این سبک شهرت می‌یابد. این سبک اولین مکتب در زمینه نگارگری ایرانی است. در این دوره دوباره تصویرسازی کتاب ارژنگ مانی رونق می‌یابد و سفالگری و نقاشی روی سفال به اوج می‌رسد.

## پیشینه
سلجوقیان طایفه‌ای از ترکمانان بودند که در دوران شکوه و عظمت شاهان سامانی و در قرن دوم و سوم هجری قمری در دشت‌های خوارزم، حاشیه دریای خزر و در آن سوی رود جیحون در ماوراءالنهر زندگی می‌کردند. آنان بعدها در قرن پنجم ه‍.ق) بر نیشابور و کل خراسان اعمال قدرت و نفوذ نمودند و رفته رفته متصرفات خود را تا بغداد گسترش دادند و بدین ترتیب سلجوقیان توانستند در طول دوران حکومت خود بر ایران، عراق، آسیای صغیر و شام حکومت نمایند. پیشینه هنر تصویری سلجوقی به قبل از اسلام و به‌طور خاص به هنر ساسانیان و آسیای میانه بر می‌گردد. نحوه نمایش پیکره‌ها در تصاویر، نوع رنگ گذاری و نقوش همه یادآور حجاریهای ساسانیان و نقاشیهای کتاب مانوی در آسیای میانه است.

## ویژگی‌ها

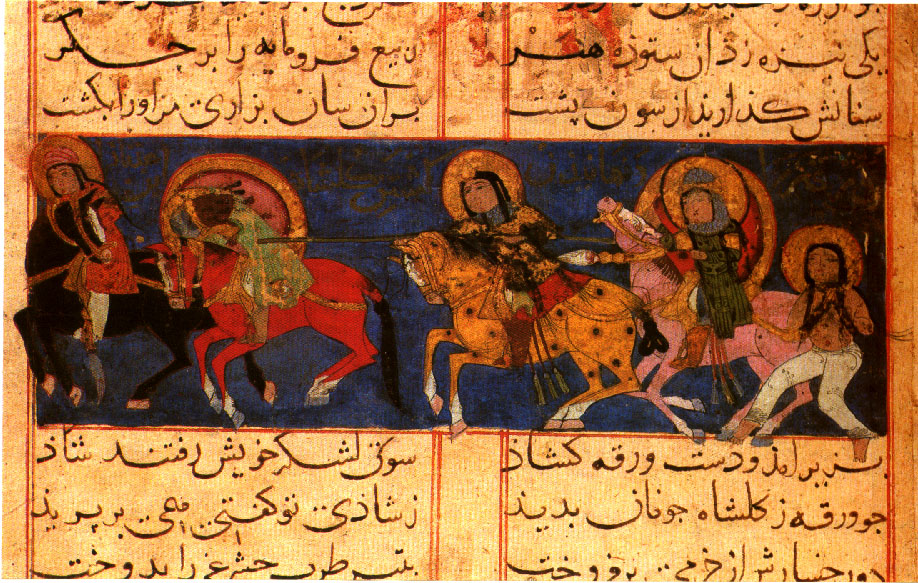
برگی از نگاره ورقه و گلشاه اثر عیوقی، سده ۶ هجری

در این دوران هنرمندان از جمله نقاشان و خوشنویسان آسوده بودند ودر رفاه کامل زندگی می‌کردند. شاهان سلجوقی برای علما و هنرمندان ارزش و احترام بسیاری قائل بوده و غالباً آنها را تحت حمایت خود داشتند. مکتب سلجوقی دارای خصایلی شبیه مکتب بغداد است یعنی سادگی. استفاده از پیکره‌های انسانی و گل و گیاه در این مکتب رواج دارد. اما تفاوت‌هایی هم وجود دارد؛ اولین تفاوت این است که در نگارگری این مکتب پس‌زمینه را رنگ می‌کردند و معمولاً رنگ‌ها هم سرخ بودند. تفاوت دوم این است که در این مکتب معمولاً لباس پیکره‌ها چین‌وچروک ندارد و تفاوت سوم استفادهٔ زیاد از نقوش اسلیمی است. از کتاب‌های این مکتب می‌توانیم به ورقه و گلشاه، الاغانی ابوالفرج اصفهانی، مفید الخاص زکریای رازی، التریاق، اندرزنامه، شاهنامهٔ کاما، طب جالینوس و سمک عیار اشاره کرد.
از منظر دیداری (بصری) در این مکتب همچنان ترکیب‌بندی‌های ساده همچون مکتب عباسی حفظ شده ولی تأثیراتی که از نقاشی عهد ساسانی (و پیش از اسلام) و سلایق شرق دور (چین) بر این مکتب حاکم شده وجه عمدهٔ تمایز آن با مکتب عباسی است. در بسیاری از پیکره‌ها هاله‌ای دور سر وجود دارد که به‌دلیل جدا کردن پیکره از پس‌زمینهٔ استفاده شده، سرها بزرگ‌تر از بدن هستند و بر بازوها عموماً بازوبندی به چشم می‌خورد.
از هنرمندان شاخص این دوره می‌توان مؤمن محمد خویی که احتمالاً کتاب ورقه و گلشاه را تصویرسازی کرده نام برد.

## کتب مکتب سلجوقی
- ورقه و گلشاه (عیوقی -این کتاب شامل ۷۱ صفحه نگاره افقی است و تنها کتابی است که مشخصا مربوط به مکتب سلجوقی است - قرن پنجم)
- سمک عیار (خدادا کاتب الارجانی- به وضع عیاران و خصایل آنها می‌پردازد)
- الاغانی (در زمینهٔ موسیقی و تألیف ابوالفرج اصفهانی با ۱۰۰ترانه برای هارون الرشید آغاز می‌شود)
- مفید الخاص فی علم الخواص (زکریای رازی)
- خواص الاشجار (زکریای رازی)
- شاهنامه طوپقاپوسرای (اشاره به نام موزه‌ای در ترکیه)
- شاهنامه کاما (شروع با تصاویر سلطان محمود و اتمام با تصاویر اسکندر و دارا، محفوظ در مؤسسه شرق‌شناسی کاما در بمبئی)
- طب جالینوس
- رساله صور الکواکب از عمر الصوفی
- اندرزنامه
- کلیله و دمنه[۴]